# Едвард Вајт
Едвард Хигинс "Ед" Вајт II (енгл. Edward Higgins "Ed" White II; Сан Антонио, 14. новембар 1930 — Кејп Канаверал, 27. јануар 1967) био је амерички пилот, инжењер, астронаут. Изабран је за астронаута 1962. године. Постхумно је одликован Конгресном свемирском медаљом части.
Пре него што је изабран за астронаута, летео је као борбени и тест пилот у Америчком ратном ваздухопловству. Након завршене летачке обуке 1953, летео је као борбени пилот у Западној Немачкој. Студирао је на мастер студијама Универзитета Мичиген ваздухопловну технику и после стицања дипломе мастер инжењера, упућен је у елитну школу за пробне пилоте АРВ у ваздухопловној бази Едвардс, Калифорнија, одакле излази као тест пилот и ускоро бива ангажован од стране НАСА. Од девет изабраних астронаута, Вајт је био најмлађи. Летео је једном у свемир и први је амерички астронаут који је извео свемирску шетњу, на мисији Џемини 4, јуна 1965. године. Након тога је био резерва за лет Џемини 7, али је убрзо прекомандован у Аполо програм. У време смрти 27. јануара 1967. био је старији пилот на лету Аполо 1, имао је 36 година и чин потпуковника. Иза себе је оставио супругу и двоје деце. Његово име се нашло на плакети Пали астронаут коју су астронаути Апола 15 оставили на Месечевој површини 1971. године у знак сећања на колеге који су положили своје животе у име освајања космичких пространстава. Сахрањен је на гробљу Вест Поинт, док су Грисом и Чафи сахрањени на Националном гробљу Арлингтон.
Током каријере је забележио преко 3.000 часова лета, од тога 2.200 на млазњацима. У свемиру је провео четири дана.
По завршетку средње школе 1948. године, уписао се на Војну академију САД у Вест Поинту, на којем је дипломирао 1952. године, а магистрирао је ваздухопловну технику на Универзитету Мичиген 1959. године. Вајт је у младости био члан Младих извиђача САД, имао чин Second Class Scout, а такође је био и добар атлетичар. Вајтов отац, Едвард Хигинс Вајт старији (1901—1978) био је високи официр у Ратном ваздухопловству САД, док му је млађи брат Џејмс (1942—1969) био пилот, који је погинуо при паду авиона у Лаосу, током Вијетнамског рата. Члан је неколико кућа славних и носилац бројних друштвених признања, цивилних и војних одликовања, од којих је већину почасти завредео постхумно.

## Галерија
- Вајт као астронаут НАСА, 1963. године
- Вајт и Џим Макдивит са планом Џемини 4 мисије, 1965. године
- Вајт у отвореном космосу, 1965. године
- Вајт током лета Џемини 4, 1965. године
- Вајт током историјске свемирске шетње, 1965. године

- Вајт у војној униформи, 1966. године
- Вајт у средини, заједно са колегама Апола 1, Гасом Грисомом (лево) и Роџером Чафијем (десно), 1967. године
- Име Едварда Вајта (други отпозади) на плакети уз фигурицу Палог астронаута на Месецу
- Имена Вајта, Грисома и Чафија на Свемирском меморијалном огледалу
- Вајтов син додирује име свог оца угравираног на Свемирском меморијалном огледалу, 2007. године